# El cuento del cortador de bambú
El cuento del cortador de bambú (竹取物語 Taketori Monogatari?) es un monogatari (tipo de relato ficticio japonés) del siglo X. Se le considera como el más antiguo que existe, a pesar de que el manuscrito más antiguo data de 1592. El cuento también es conocido como La historia de la princesa Kaguya (かぐや姫の物語 Kaguya-hime no Monogatari?), siendo nombrado tras su protagonista.

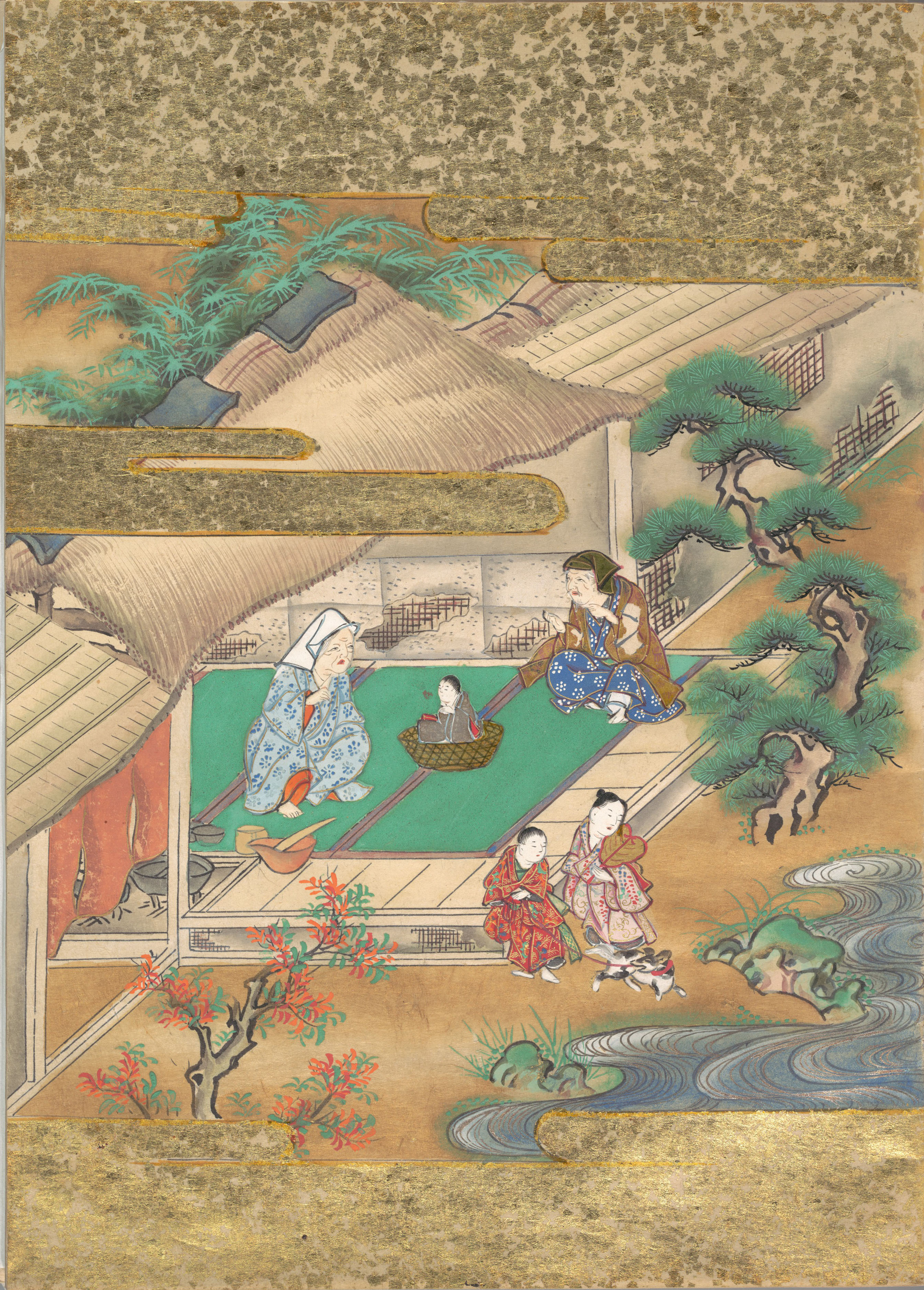
El descubrimiento de la princesa Kaguya, ilustración perteneciente al Cuento del Bambú de Tosa Horomichi.

La historia trata sobre una pareja de ancianos sin hijos y de cómo un día mientras el anciano cortaba bambú, encontró a una niña dentro del tallo. La niña era Kaguya o princesa Kaguya, quien provenía de la Luna. En 2013, el cuento fue adaptado para una película animada por parte del Studio Ghibli, llamada El cuento de la princesa Kaguya. En 2015, fue producido un musical basado en el cuento titulado Prince Kaguya, donde el género de Kaguya es cambiado de femenino a masculino.

## Historia

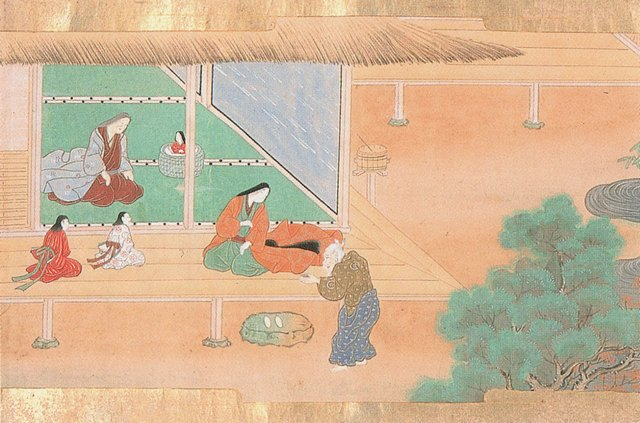
Taketori no Okina lleva a Kaguya a su hogar, por Tosa Horomichi.

Un anciano cortador de bambú sin hijos llamado Taketori no Okina (竹取翁 lit. El anciano que cosecha bambú?) se encontró con un árbol de bambú que tenía luz en su interior. Se preguntó por qué y sintió una gran curiosidad acerca de lo que habría dentro. Cuidadosamente cortó el bambú y quedó asombrado al encontrar a una pequeña bebé del tamaño de su pulgar en el interior. Decidió recogerla y llevarla a su hogar, donde consultó con su mujer qué hacer con el bebé y llegaron a la conclusión de que era un regalo del Cielo. Decidieron llamar a la niña princesa Kaguya (princesa de la luz brillante). A partir de aquel día, cada vez que el anciano cortaba bambú, encontraba oro dentro de él, no tardó en hacerse rico y construir una gran casa.
Varios años después, Kaguya creció y se convirtió en una hermosa joven. Todo el mundo la conocía porque era elegante y bella. Cinco nobles llegaron a su casa para pedir su mano en matrimonio. Ella era reacia a casarse, así que les propuso varias tareas imposibles para llevar a cabo antes de conseguir casarse con ella. 
El primero fue encargado de traer el cáliz sagrado de Buda que se encontraba en la India. Al segundo se le encargó encontrar una legendaria rama hecha de plata y oro. El tercero tenía que conseguir la legendaria túnica hecha con el pelo de la rata de fuego, que se dice que está en China. Al cuarto, una joya de colores que brillaba al cuello de un dragón. Al último le encargó una concha preciosa que nace de las golondrinas. La princesa pidió cosas que nadie sabía que existían y sus pretendientes quedaron muy desilusionados. Luego de esto, los jóvenes dejaron de ir por algún tiempo a la casa del viejo ya que todos estaban buscando los deseos de la princesa.
Un día, llegó el primer hombre, con la taza de Buda que la princesa había pedido, pero él no había ido a la India y en su lugar traía una taza sucia de un templo cerca de Kioto. Cuando la princesa lo vio, supo inmediatamente que esta no era la taza de Buda, porque aunque era muy vieja y estaba hecha de piedra, la taza que era de la India siempre tenía un brillo sagrado.
El segundo no tenía idea de donde podría encontrarse una rama de plata y oro, además no quería hacer un largo viaje y como era muy rico, decidió ordenárselo a unos joyeros. Luego llevó el regalo a la princesa. La rama era tan maravillosa que Kaguya pensó que realmente se trataba de lo que había pedido y pensó que no podría escapar del matrimonio con este joven de no ser porque los joyeros aparecieron preguntando por su dinero. De esta manera la princesa supo que la rama no era la verdadera, y por tanto, no era lo que ella había deseado.
El tercero, a quien se le había pedido la túnica de pelo de rata de fuego, les dio una gran cantidad de dinero a algunos comerciantes que iban a China. Ellos le trajeron una piel vistosa y le dijeron que pertenecía a la rata de fuego. Se la llevó a la princesa y ella dijo "Realmente es una piel muy fina. Pero el pelo de la rata de fuego no arde, aun cuando se tire al fuego. Probémoslo". Kaguya tiró la piel en el fuego y tal como era de esperar la piel ardió en unos minutos, el joven se fue enfadado y avergonzado
El cuarto era muy valiente e intentó encontrar el dragón por sí mismo. Navegó y vagó durante mucho tiempo, porque nadie supo donde vivía el dragón. Pero durante una jornada, fue asediado por una tormenta y casi muere. No podía buscar más al dragón y se marchó. De vuelta en su hogar, se encontraba muy enfermo y no pudo volver con la princesa Kaguya.
El quinto y último de los hombres buscó en todos los nidos y en uno de ellos pensó que la había encontrado; pero al bajar tan aprisa por la escalera cayó y murió. Ni siquiera lo que tenía en su mano era la concha que la princesa había pedido, sino excrementos secos de golondrina. De este modo todos habían fallado y ninguno podría casarse con la princesa. La reputación de la princesa era tal, que un día el emperador quiso conocer su extraordinaria belleza. El emperador quedó prendado de la joven y le pidió que se casara con él y fuera a vivir a su palacio. Pero la princesa rechazó también su propuesta, diciéndole que era imposible ya que ella no había nacido en el planeta y no podía ir con él. No obstante, el emperador no pudo olvidarla y siguió insistiendo. Ese verano, cada vez que la princesa miraba la Luna sus ojos se llenaban de lágrimas. Su anciano padre quiso saber qué le ocurría, pero ella no respondió. Cada día que pasaba la joven estaba más triste y siempre que miraba la luna no podía dejar de llorar. Los ancianos estaban muy preocupados, pero la princesa guardaba silencio. Un día antes de la luna llena de mediados de agosto, la princesa explicó por qué estaba tan triste. Explicó que no había nacido en el planeta, sino que procedía de la Luna, a dónde debía regresar en la próxima luna llena y que vendrían a buscarla. 

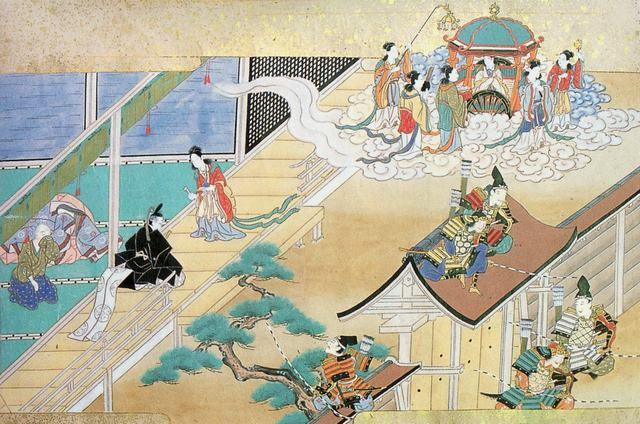
Kaguya regresa a la Luna. Pintura perteneciente al Cuento del Bambú de Tosa Horomichi.

Los ancianos trataron de convencerla de que no partiera, pero Kaguya contestó que debía hacerlo. Así que el anciano corrió en busca del emperador y le contó toda la historia, enviando este último una gran cantidad de soldados a casa de la princesa. En la noche de la luna llena de mediados de agosto, los guerreros rodearon la casa en su intento de proteger a la princesa, mientras esta se hallaba en el interior con sus padres esperando por la gente de la luna que vendrían por ella. Cuando la luna se puso llena, una inmensa luz los cegó a todos y la gente de la luna bajó a por la princesa, los soldados no pudieron combatir porque estaban cegados por aquella inmensa luz y porque extrañamente habían perdido las ganas de luchar. La princesa se despidió de sus padres, y les dijo que no deseaba irse, pero que tenía que hacerlo. Antes de irse le dejó al emperador una carta de despedida y una botella con el Elixir de la Vida. El desolado emperador envió un ejército entero de soldados a la montaña más alta de Japón. La misión encargada era subir hasta la cima y quemar la carta que la princesa Kaguya había escrito y la botella que le había dejado, con la esperanza de que el humo llegara a la ahora distante princesa. 
Según la tradición, la palabra inmortalidad (不死 fushi?), se convirtió en el nombre de la montaña, el Monte Fuji, pero el autor del cuento afirma que su nombre 富士山 se deriva del ejército del emperador que ascendió las laderas de la montaña para llevar a cabo su misión. También se cree que el humo de la carta quemada aún se deja ver hasta el día de hoy (en el pasado, el monte Fuji era mucho más activo volcánicamente y, por lo tanto, producía más humo).

## En la cultura popular
Hoy en día la historia ha sido utilizada en varios animes, en donde intervienen en la leyenda.
Un ejemplo es Mirmo Zibang, en el capítulo "La caza del monstruo de Murumo", en donde Rima es la princesa Kaguya.
Este cuento folclórico fue usado como base para la trama de Tsukimi Planet, creado por el autor de múltiples juegos de terror japoneses Charon, juego en el cual la princesa Kaguya toma el nombre de Tsukimi, siendo esta la encargada de cumplir un deseo a un humano antes de su muerte.
Leiji Matsumoto toma el nombre de esta leyenda para su manga y posterior adaptación al anime Shin Taketori Monogatari: Sennen Joō, conocido como Queen Millenia o La princesa de los mil años, siendo la protagonista Yayoi Yukino, la hija adoptiva de una pareja de ancianos que desconocen su origen extraterrestre.
Esta leyenda fue utilizada por Rumiko Takahashi para crear el argumento de la segunda película de su manga/anime de Inuyasha, InuYasha: El castillo de los sueños en el espejo, en el cual Kagura y Kanna, dos sirvientes de Naraku, el antagonista, eran liberadas, y posteriormente engañadas por la princesa Kaguya para escapar del espejo y vengarse del emperador, congelando el tiempo. Según esta película, la familia a la que fue entregada la capa de la princesa Kaguya fue la familia Hojo. En la película además se hace mención a un poema dedicado a la princesa Kaguya, escrita por un emperador japonés: 
"De que me sirve saber el secreto de la inmortalidad
si nunca volveremos a vernos
y paso mis días derramando suficientes lágrimas
como para flotar sobre su estela".
También existe un Digimon basado en Kaguya, llamado Kaguyamon que debutó en el cómic y la novela gratuitos de Digimon Liberator, donde su compañera es Mirai Kinosaki, uno de los personajes principales.
Kaguya también aparece en la segunda película del anime Sailor Moon, Sailor Moon S The movie, y se menciona en uno de los capítulos del live action Pretty Guardian Sailor Moon.
En Imperishable Night, el octavo juego de Touhou Project, la historia se basa un poco en la historia de la princesa Kaguya. Es el personaje de Kaguya Houraisan quien se oculta en gensokyo para evitar volver a la Luna.
También la historia de Kaguya se incluye en el videojuego Okami, para PlayStation 2, el cual está basado en el folclore japonés y cuya protagonista es la diosa del Sol, Amaterasu.
En el episodio número 76 de Sargento Keroro, los protagonistas van a la Luna y se encuentra con la Princesa Kaguya, que es una extraterrestre y que fue ella quien expandió por la Tierra esa historia para obtener esos 5 materiales, que era los que necesitaba su nave para continuar su largo viaje.
Los capítulos 8 y 9 de Yami to Bōshi to Hon no Tabibito están basados en esta historia, siendo Hatsumi la princesa Kaguya.
En Hime Chen! Otogi Chikku Idol Lilpri la princesa Kaguya es una de las protagonistas de la historia.
En el manga Crayon Shin Chan aparece una historia con la princesa Kaguya como protagonista.
En el juego de cartas de fantasía Ayakashi: Ghost Guild existe una carta llamada Kaguya, la cual se encuentra sellada y que para ser liberada se debe juntar todas las piedras de sello.
En Naruto Shippuden y en el manga homónimo, se le llama Kaguya Otsusuki y es la madre del Sabio de los seis caminos, Hagoromo Otsusuki. Además se cuenta que el Clan Otsusuki (de la cual ella era líder y princesa) provenía de un lugar lejano hasta que se instalaron en la Luna y parte de la Tierra.
Dentro del movimiento cultural Touhou, creado por el productor de videojuegos Zun, existe un personaje de nombre Kaguya Houraisen. Tiene similitudes con la leyenda, pero se diferencia en que esta era una Lunarian que fue exiliada a la Tierra por tomar el Elixir de Hourai; tras varios años de vivir en Japón fue perdonada y se le ordenó regresar, pero ésta se rehusó y huyó al portal de Gensokyo, donde se esconde actualmente en el bosque de bambú de Eintei junto a la coneja lunar Reisen Udongein Inaba y otros sirvientes.
La historia fue adaptada en la película animada El cuento de la princesa Kaguya (2013), producida por Studio Ghibli y dirigida por Isao Takahata. Años antes el mismo director, en su película Mis vecinos los Yamada, hace una referencia al mismo cuento, cuando se muestra el nacimiento de Nonoko, la hija menor de la familia Yamada, dentro de un bambú, al igual que Kaguya.
En el manga y anime: Tonikaku Kawaii (トニカクカワイイ Fly Me to the Moon? lit. «De todos modos es linda: llévame a la luna») escrito e ilustrado por Kenjiro Hata. El encargado de quemar el suero de la inmortalidad se lo da a su hija que iba a morir, y luego es ejecutado. 1400 años después, en la época actual, la chica, eternamente con 16 años, se casa con un joven de buen corazón al que salva de un accidente de tráfico. Serializado en el semanario Shūkan Shōnen Sunday de Shōgakukan desde el 14 de febrero de 2018, compilado en 13 volúmenes tankōbon. Y adaptación a anime producida por Seven Arcs de estrenó el 2 de octubre de 2020.
En el anime GARO - Guren no Tsuki, Kaguya es la hija adoptiva de una pareja de ancianos que se enriquecen misteriosamente tras ser poseídos por espíritus malignos. Luego se revela que Kaguya en realidad proviene de la Luna y es capaz de encerrar a los espíritus malignos en la Luna Carmesí convirtiéndose así en aliada de Garo.
En el juego de cartas coleccionables Force of Will, la princesa Kaguya es uno de los personajes principales de la trama del juego, invocada desde los mitos por una hechicera con el propósito de proteger a la humanidad.
En el capítulo número 122 del anime Konjiki no Gash Bell!!, la historia de la princesa Kaguya es mencionada por el personaje de Natsuko (o la Señorita Natsuko) al personaje de Gash, después de que éste la conoce como "la mismísima princesa" durante su experiencia en el Festival de las Luces de Invierno en Japón. El personaje Gash cree estar todo el tiempo con la princesa Kaguya, solo hasta el final del capítulo cuando la Señorita Natsuko toma la decisión de decirle la verdad, y posteriormente se entrega a las personas que durante todo el episodio la estuvieron persiguiendo, revelándo ser éstas, finalmente, las encargadas de cuidarla. En suma y a manera de interpretación, la alusión a Kaguya en este capítulo es realizada con motivo de representar, metafóricamente, la idea de "no sentirse parte de este mundo" o de no pertenecer al mismo.
En Beatmania IIDX 26: Rootage, aparece el personaje de Kaguya, siendo ella un Qpro en el modo STEP UP.
El manga-anime de Kaguya-sama: Love is War (originalmente: Kaguya-sama wa Kokurasetai: Tensai-tachi no Ren'ai Zunōsen) de Aka Akasaka tiene sus personajes principales basados en los del cuento. De hecho, en uno de sus capítulos adaptados al anime oficial Miyuki Shirogane (uno de los personajes centrales de la obra) habla del cuento de la legendaria princesa a su compañera Kaguya Shinomiya (quien está inspirada en dicha princesa). Demás personajes como Yū Ishigami y Chika Fujiwara también se inspiran de cierta forma en los personajes de la historia.
Una adaptación de la historia a la pantalla grande, "Taketori monogatari" (La princesa de la luna, 1987) dirigida por Kon Ichiwaka cuenta la historia pero al final, cuando la princesa Kaguya es recogida por el pueblo de la luna, este evento es retratado bajo el concepto OVNI. Inspirado por Close Encounters of the Third Kind (Steven Spielberg, 1977), un gigantesco platillo volador, llega hasta el lugar donde se encuentra Kaguya y por medio de un rayo de luz, la hace levitar hasta entrar en el objeto. Mientras Kaguya flota hacia el aparato, unas pequeñas y extrañas luces que dan la idea de ser conscientes, la acompañan hasta la nave, para después retirarse hacia la oscuridad del espacio estrellado.